# Kupferbürzelamazilie
Die Kupferbürzelamazilie (Saucerottia tobaci, Syn.: Amazilia tobaci) oder Tobagoamazilie ist eine Vogelart aus der Familie der Kolibris (Trochilidae). Das Verbreitungsgebiet dieser Art umfasst die Länder Trinidad und Tobago und Venezuela.
Die Bestandssituation der Kupferbürzelamazilie wurde 2016 in der Roten Liste gefährdeter Arten der IUCN als „Least Concern (LC)“ = „nicht gefährdet“ eingestuft.

## Merkmale
Die Kupferbürzelamazilie erreicht eine Körperlänge von etwa 9 bis 10 cm, wobei die Männchen  etwa 4,6 g und die Weibchen 3,5 bis 4,2 g wiegen. Das Männchen hat einen geraden, mittelgroßen schwarzen Schnabel, der an der Basis pinkfarben ist. Die Oberseite ist bronzegrün, die Unterseite glitzert dunkelgolden-grün. Die Oberschwanzdecken sind violett-rötlich, die Unterschwanzdecken rötlich braun. Die Steuerfedern haben eine violett-schwärzliche Färbung. Das Aussehen der Weibchen ähnelt dem der Männchen, doch ist die schwärzliche Tönung weniger intensiv. Am Kinn und dem oberen Kehlbereich ist ihre Tönung weißlich. Bei juvenilen Kupferbürzelamazilien sind die Kehle und der Bauch teilweise gräulich braun.

## Verhalten und Ernährung
Ihre Nahrung besteht hauptsächlich aus Nektar diverser Pflanzen. Auf Trinidad und Tobago wurden vierzig Baumarten bestimmt, die von ihnen genutzt werden. Angeflogen werden insbesondere Korallenbäume, Calliandra, Rötegewächsearten der Gattung Palicourea,  Kürbisgewächsearten der Gattung Gurania, die Akanthusgewächseart Pachystachys coccinea sowie verschiedene eingeführte Pflanzen wie Beloperone guttata, Hibiskus und Russelia. Außerdem sammeln sie Insekten an Pflanzen und jagen an Fallobst kleine Fliegen. Gelegentlich fangen sie auch Insekten im Flug. Sie sind extrem territorial und dominieren andere Kolibris, selbst größere Arten. Sie attackieren die Eindringlinge in ihrem Futterterritorium relativ aggressiv. Dabei fliegen sie diese entweder direkt an oder umkreisen den Eindringling, falls dieser auf einem Ast oder Zweig sitzt.

## Lautäußerungen
Der Ruf besteht aus wiederholten Phasen von drei lebhaften bzw. piepsigen, großzügigen Ti-di-dju- oder Ti-zitschitt-Lauten. Der Gesang enthält trockenes Zirpen und schnatternde Töne. Außerdem geben die Vögel bei der Futtersuche ein hellklingendes, abnehmendes Rasseln von sich.

## Fortpflanzung
Über das Brutverhalten der Festlandsarten ist wenig bekannt. Von Trinidad sind ganzjährig Brutaktivitäten außer in den Monaten September und Oktober bekannt. Als Bruthauptsaison gilt die Zeit von Januar bis März. Sie bauen ein sattelartiges Nest, das sie in Astgabeln von kleinen Bäumen oder Büschen in Höhen zwischen einem und drei Meter über dem Boden befestigen. Selten findet man sie auch in bis zu sechs Meter Höhe. Gelegentlich bauen sie auch auf Stromleitungen. Der Kelch besteht aus Seidenpflanzen; manchmal werden zusätzlich auch Kokosnussfasern oder Schuppen von Farnen verbaut. Diesen verkleiden sie mit Flechten und Spinnweben.
Eine Brut besteht aus zwei Eiern. Die Eier werden 16 bis 19 Tage durch das Weibchen bebrütet. Mit ca. 19 bis 23 Tagen werden die Nestlinge flügge. Es können zwei bis drei Bruten pro Saison erfolgen.

## Verbreitung und Lebensraum

Verbreitungsgebiet der Kupferbürzelamazilie

Die Kupferbürzelamazilie bewohnt fast alle Waldtypen, inklusive Galeriewald, Nebelwald und tropischer Regenwald. Außerdem findet man sie in Sekundärvegetation und an Lichtungen. Die Inselarten A. t. erythronotos und A. t. tobaci bewohnen oft offene Gebiete mit savannen-ähnlicher Vegetation, Plantagen oder Gärten. Die Kupferbürzelamazilie bewegt sich in Höhen zwischen dem Meeresspiegel und 1000 Meter, die Unterarten A. t. monticola und A. t. feliciae sogar in Höhen von 1500 und 2000 Meter. Im Gegensatz zu den anderen Inselarten bevorzugt A. t. aliciae Berggebiete.

## Migration
Die Unterarten auf den Inseln gelten als Standvögel, doch könnten Berichte auf Grenada auf Wanderer bzw. Irrgäste hinweisen. Als Kurzstreckenzieher scheinen einige Unterarten des Festlands von ihren gewohnten Standorten, ähnlich wie Nomaden, zum nächsten Standort weiterzuziehen.

## Unterarten
Es sind sieben Unterarten bekannt:
- Saucerottia tobaci monticola (Todd, 1913)[3] kommt im Nordwesten Venezuelas vor. Diese Subspezies wirkt generell etwas dunkler mit weniger Kontrasten; die Steuerfedern sind stahlblau bis violettblau.[1]
- Saucerottia tobaci feliciae (Lesson, RP, 1840)[4] ist im nördlichen zentralen Venezuela verbreitet. Diese Unterart glitzert auf der Oberseite golden bis bronzegrün. Der Schwanz ist bläulich schwarz, die Unterschwanzdecken sind rötlich braun.[1]
- Saucerottia tobaci caudata Zimmer, JT & Phelps, 1949[5] kommt im nordöstlichen Venezuela vor. Diese Subspezies hat einen dunkelblauen Schwanz.[1]
- Saucerottia tobaci aliciae Richmond, 1895[6] kommt auf der Isla Margarita vor. Diese Subspezies hat ein deutlichere Kupfertönung auf der Unterseite und einen blauschwarzen Schwanz. Die Unterschwanzdecken sind zimtfarben bis rötlich braun.[1]
- Saucerottia tobaci erythronotos (Lesson, RP, 1829)[7] ist auf Trinidad verbreitet. Diese Unterart ist etwas dunkler auf der Unterseite, während die zentralen Unterschwanzdecken dunkelviolett sind.[1]
- Saucerottia tobaci tobaci (Gmelin, JF, 1788)[8] kommt auf Tobago vor.
- Saucerottia tobaci caurensis (von Berlepsch & Hartert, 1902)[9] ist im Osten und Südosten Venezuelas verbreitet. Diese Unterart ist gräulicher am Bürzel und an den Unterschwanzdecken. Der Schwanz ist weniger gegabelt. Die Unterschwanzdecken sind bläulich schwarz.[1]

Saucerottea Feliciae apurensis Simon, 1921 wird heute als Synonym für A. t. feliciae betrachtet.

## Etymologie und Forschungsgeschichte
Johann Friedrich Gmelin beschrieb die Kupferbürzelamazilie unter dem Namen Trochilus Tobaci. Das Typusexemplar stammte aus Tobago. Lange wurde sie in dem von René Primevère Lesson 1843 eingeführten Gattungsnamen Amazilia für den Goldmaskenkolibri, den Streifenschwanzkolibri, die Zimtbauchamazilie (Syn: Ornysmia cinnamomea), den Blaukehl-Sternkolibri (Syn: Ornymia rufula) und die Longuemare-Sonnennymphe eingeordnet. Die Rostbauchamazilie (Amazilia amazilia) erwähnte er nicht. Dieser Name stammt aus einem Roman von Jean-François Marmontel, der in Les Incas, Ou La Destruction De L’empire Du Pérou von einer Inkaheldin namens Amazili berichtete. 1850 führte Charles Lucien Jules Laurent Bonaparte die neue Gattung Saucerottia u. a. für die Grünamazilie (Saucerottia saucerottei (Delattre & Bourcier, 1846)) ein. Dieser Name wurde zu Ehren von Antoine Constant Saucerotte (1805–1884), einem Arzt und Hobbyornithologen aus Lunéville vergeben. Der Artname wurde nach dem Land Tobago, in dem die Nominatform lebt, benannt. »Aliciae« wurde nach Anita Alice Mathilde Robinson geb. Phinney (1860–1918) benannt. Sie war die Frau von Lieutenant Wirt Robinson (1864–1929), der das Typusexemplar gesammelt hatte. Wem »Feliciae« gewidmet ist, geht aus der Originalbeschreibung nicht hervor, doch könnte der Name Félicie Abeille gewidmet sein, die Lesson in den Namen Chizaeris feliciae, ein Synonym für den Grauen Lärmvogel, und die Juliakolibriunterart (Juliamyia julie feliciana) ehrte. »Monticola« ist ein lateinisches Wortgebilde aus »mons, montis« und »-cola, colere« für »Berg« und »Bewohner, bewohnen«. »Caudata« leitet sich vom lateinischen »cauda« für »Schwanz« ab. »Erythronotos« leitet sich aus den griechischen Wort »erythros ερυθρος« für »rot« und »-nōtos, nōton -νωτος, νωτον« für »-rückig, Rücken« ab. »Caurensis« bezieht sich auf den Río Caura. »Apurensis« bezieht sich auf den Bundesstaat Apure, da das Typusexemplar aus der Gegend von San Fernando de Apure stammte.